# 台灣旅行法
《台灣旅行法》（英語：Taiwan Travel Act），是一部美國法律，法案分別由美國眾議院及美國參議院於2016年9月提出、2017年1月及5月重新提出，在獲得參眾兩院通過後並由總統川普於2018年3月16日簽署生效，旨在促進臺灣與美國間的高層級交流。此法是續《台灣關係法》後，另一部現行與臺灣相關的美國國內法。

## 歷史
《台灣旅行法》（H.R.6047）最早於2016年9月15日由美國聯邦眾議員史蒂夫·夏波、布萊德·薛曼及泰德·波伊提出，法案內容促進美國政府與台灣政府間所有層級互訪；夏波指出，美國政府應以《台灣旅行法》促進台美所有層級的直接對話，確保雙方關係穩定。中華民國外交部對此一法案表達感謝與歡迎，並強調《台灣旅行法》為美國國會議員的自發性提案，呼籲美國進一步提升雙邊交流以深化雙方關係。
在眾議院提案後，聯邦參議員吉姆·殷荷菲及馬可·魯比歐也於9月27日提出參議院版本法案（S.3397），魯比歐指出美國與台灣之間長期缺乏有效溝通，阻礙雙邊關係發展，透過《台灣旅行法》將促進美國與台灣之間所有層級的互訪。
然而兩項法案最終都未能在第114屆美國國會通過。2017年1月13日，在中華民國總統蔡英文過境訪問舊金山期間，聯邦眾議員史蒂夫·夏波、布萊德·薛曼、泰德·波伊即外交委員會主席艾德·羅艾斯重新提出法案（H.R.535），而聯邦參議員謝羅德·布朗、勞勃·梅南德茲、柯瑞·賈德納、蓋瑞·皮特斯、吉姆·殷荷菲及馬可·魯比歐也於5月4日跟進眾議院重新提出參議院版本法案（S.1051）。
2017年6月15日、10月12日、2018年1月9日，美國聯邦眾議院外交委員會亞太小組、外交委員會、院會陸續通過《台灣旅行法》草案（H.R.535）。2018年2月7日及2月28日，美國聯邦參議院外交委員會、院會先後通過該草案。通过的草案由美國國會於當地時間3月5日送交白宮待由美國總統唐納·川普簽署，若川普在不包括星期日的十天內並未簽署也未動用否決權，此法案將自動生效。最終，川普在期限的最後一天（3月16日）簽署此法案而生效，當天下午白宮發出新聞稿宣布此消息。

## 內容
《台灣旅行法》的眾議院版本（H.R.535）內容規定美國在政策上應該允許所有層級的美國官員前往台灣政府，並與對應的台灣政府官員會面；允許台灣政府官員進入美國，並在適當的尊重條件與美國官員——包括國務院、國防部以及其他內閣機構官員會面；鼓勵駐美國臺北經濟文化代表處及任何台灣政府在美國成立的機構在美國進行正式活動，並使美國國會成員、聯邦及各州政府官員、台灣政府高層官員參與其中，而不再受到限制。
參議院版本（S.1051）則大致與眾議院版本相似，但明確授權美國政府所有層級官員，包括內閣級國家安全官員、軍官和其他行政部門官員可前往台灣與對應的人員會面。以及要求美國國務卿在法律制定後180天內，及其後每180天向參眾兩院的外交委員會提交報告。

## 迴響
台灣人公共事務會認為《台灣旅行法》是美國國會釋出的重要訊息，認為原有的台灣政府與美國間雙邊溝通模式過時而不足以繼續維持區域和平；而前中華民國副總統呂秀蓮則在美國聯邦參議院亞太小組6月15日通過《台灣旅行法》後，表達歡迎與感謝，並指此為「遲來的正義」。中華民國總統蔡英文在美國眾議院通過草案後，在推特上表示感謝支持台灣的民主，並表示此法案將有助於更強化台美關係。
另一方面，中華人民共和國上海東亞研究所所長章念馳則批评《台灣旅行法》「愚蠢」，主張《台灣旅行法》只會更加損害台灣的利益，而且最終也不會通過。而中华人民共和国外交部发言人陆慷表示坚决反对，认为“有关法案極度违反一个中国政策和中美三个联合公报确立的原则，干涉中国内政”。中国大陆《环球时报》引述中國社會科學院研究員王鍵的话说，這條法案是武力統一台灣的好藉口，並宣稱美國總統一旦簽署或通過該法條將依《反分裂國家法》攻打台灣。在美国总统特朗普签署台湾旅行法后，中华人民共和国外交部发言人陆慷在17日深夜答记者时表示：“我们对美方签署‘与台湾交往法案’表示坚决反对，并已向美方提出严正交涉。正如中方多次指出的，该案有关条款尽管没有法律约束力，但它严重违反一个中国原则和中美三个联合公报规定，向“台独”分裂势力发出了严重错误信号。我们对此坚决反对。中方敦促美方纠正错误，停止美台官方往来和提升实质关系，慎重妥善处理涉台问题，以免对中美关系和台海地区和平稳定造成严重损害”。中华人民共和国国防部新闻发言人吴谦同日深夜就美方签署“与台湾交往法案”发表谈话，指出中国军队对此坚决反对。國台辦發言人安峰山則表示，《台灣旅行法》雖不具法律約束力，但嚴重違反一中原則及中美三個聯合公報規定，向台獨分裂勢力發出錯誤信號，給兩岸關係造成嚴重衝擊，並警告民進黨當局，「挾洋自重」必將引火燒身。

## 相關議題
- 臺灣問題、臺海現狀
- 中華民國與美國關係（臺美關係）
  - 《中美共同防禦條約》
  - 《臺灣關係法》
  - 《臺灣保證法》
  - 《臺灣安全加強法案》
  - 《2018年亞洲再保證倡議法》
  - 《台灣友邦國際保護及加強倡議法》
  - 六項保證
  - 《國防授權法》
  - 美國在臺協會
  - 美國對臺軍售列表
- 香港與美國關係
  - 《美國－香港政策法》
- 中美關係
  - 《美中三個聯合公報》